# Odfjell
Odfjell mit Sitz in Bergen, Norwegen, zählt zu den großen Unternehmen im Transport, Umschlag und Lagern von flüssigen Chemikalien, Säuren, Speiseölen und weiteren Produkten.

## Geschichte
Die Wurzeln des Unternehmens gehen auf den Zusammenschluss mehrerer Einzelunternehmen der Odfjell-Familie zurück. Das heutige Unternehmen arbeitet mit zahlreichen weltweit angesiedelten Tochterunternehmen. Der Schiffsbestand bestand 2012 aus 90 Einheiten verschiedener Bauarten mit einer Gesamttragfähigkeit von rund 2,2 Millionen Tonnen.
Im Jahr 2004 verlor die Gesellschaft ein Schiff, die Bow Mariner.
Dabei wurden 21 der 27 Besatzungsmitglieder an Bord getötet. Im Zusammenhang mit den Untersuchungen befahl Odfjell den Überlebenden, nicht mit den Ermittlern zu sprechen. Später ergaben die Ermittlungen, dass die Explosion dadurch verursacht wurde, dass der Besatzung befohlen wurde bei der Reinigung der Tanks auf die Verwendung des Inertgassystems zu verzichten. In den leeren, noch ungereinigten und dadurch mit einem explosiven Luft-/Gasgemisch gefüllten Tanks war zuvor MTBE transportiert worden.